# STS-113
STS-113 (Space Transportation System-113) var rumfærgen Endeavour's 19. rumfærge-mission, opsendt d. 24. november 2002 og vendte tilbage d. 7. december 2002.
Rumfærgen lagde til ved Den Internationale Rumstation og bragte de faste besætninger ISS Ekspedition 6 til rumstationen og ISS Ekspedition 5 retur til Jorden.
Missionen medbragte desuden P1 Truss segmentet og satte to satellitter i kredsløb med Micro-Electromechanical System (MEMS).
Astronauterne John Herrington og Michael Lopez-Alegria udførte tre rumvandringer i løbet af de 13 dage missionen varede.
Det var den sidste rumfærge-mission før rumfærgen Columbia's forlis i 2003, der betød en længere pause i rumfærge-programmet .

## Besætning
- James Wetherbee (Kaptajn)
- Paul Lockhart (Pilot)
- Michael Lopez-Alegria (Missionsspecialist)
- John Herrington (Flymaskinist)

Opsendt:
- Kenneth Bowersox (ISS Kaptajn)
- Nikolai Budarin (Flymaskinist) (RKA)
- Donald Pettit (Flymaskinist)

Retur til Jorden:
- Valery Korzun (ISS Kaptajn) (RKA)
- Peggy Whitson (Flymaskinist)
- Sergei Treshchev (Flymaskinist) (RKA)

## Mission
- ISS Ekspedition 5 bringes hjem fra rumstationen.
- ISS Ekspedition 6 bringes til rumstationen.
- Endeavours lastrum med Jordens horisont i baggrunden.

Hovedartikler: